# Wilhelm Steingötter
Wilhelm Steingötter (* 19. November 1886 in St. Pölten; † 30. November 1966 ebenda) war ein österreichischer Politiker (SPÖ), niederösterreichischer Landtagsabgeordneter und 27. Bürgermeister von St. Pölten.

## Leben
Wilhelm Steingötter wurde am 19. November 1886 in St. Pölten geboren, sein Vater und seine Schwester starben früh. Nachdem er das Gymnasium in St. Pölten abgeschlossen hatte, studierte er kurzfristig Jus, bevor er das Medizinstudium 1912 abschloss. Er trat 1917 der k.u.k. Armee als Militärarzt bei und war anschließend Sanitätsoffizier beim Bundesheer. Von dort wurde er 1939 als Oberstarzt entlassen.
In die Politik kam Steingötter durch Hubert Schnofl, den damaligen Bürgermeister der Stadt. Er wurde daraufhin 1919 in den Gemeinderat gewählt, 1927 wurde er Stadtrat und übernahm das „Sanitätsreferat“. Er blieb Stadtrat, bis 1934 die Sozialdemokratische Arbeiterpartei verboten wurde. Danach arbeitete er für das Rote Kreuz.
Steingötter wurde 1945 in den niederösterreichischen Landtag gewählt, dem er bis 1959 in den Gesetzgebungsperioden IV–VI angehörte.
Obwohl Steingötter als Spitzenkandidat der SPÖ 1945 die Wahl gewann, wurde vom sowjetischen Oberbefehlshaber das KPÖ-Mitglied Franz Käfer zum Bürgermeister ernannt, Steingötter wurde Vizebürgermeister. Erst nach der Gemeinderatswahl von 1950 konnte er die Stelle des Bürgermeisters einnehmen, die er bis zu seinem Rücktritt nach der Gemeinderatswahl 1960 innehatte. Zu den wichtigsten Projekten seiner Amtszeit zählten neben dem Wiederaufbau vor allem der Neubau der Körner-Hauptschule und des Gymnasiums sowie vielfältige Leistungen im Bereich des Gesundheitswesens.
Wilhelm Steingötter verstarb am 30. November 1966 in St. Pölten.

## Ehrungen
- Dr.Wilhelm Steingötter-Straße und Hauptschule in St. Pölten
- Ehrenbürger der Stadt St. Pölten
- Medizinalrat